# Rezolucja Zgromadzenia Ogólnego ONZ nr 187
Rezolucja Zgromadzenia Ogólnego ONZ nr 187 – rezolucja uchwalona podczas II Sesji Specjalnej Zgromadzenia Ogólnego ONZ w dniu 6 maja 1948 w celu ochrony miasta Jerozolimy i jej mieszkańców, w odniesieniu do Specjalnego Komisarza Miasta.

## Tło rezolucji
Wielka Brytania zwróciła się o zwołanie I i II Sesji Specjalnej Zgromadzenia Ogólnego ONZ w sprawie Palestyny. Podczas I Sesji Specjalnej Zgromadzenia Ogólnego wysłuchano sprawozdań i zaleceń Komisji Narodów Zjednoczonych do Spraw Palestyny, po czym na II Sesji przegłosowano kolejne uchwały.
W dniu 15 maja 1948 wygasał brytyjski mandat w Mandacie Palestyny. Uchwalona 29 listopada 1947 Rezolucja Zgromadzenia Ogólnego ONZ nr 181 zakładała rozwiązanie konfliktu izraelsko-arabskiego poprzez utworzenie dwóch państw w Palestynie: żydowskiego i arabskiego. Przywódcy społeczności żydowskiej zaakceptowali plan podziału Palestyny, chociaż zaproponowany obszar państwa żydowskiego przyjęli jako „niezbędne minimum”, i bez zgłaszania zastrzeżeń rozpoczęli przygotowania do utworzenia własnego państwa. Natomiast społeczność arabska sprzeciwiła się Rezolucji 181, twierdząc, że narusza ona prawa większości mieszkańców Palestyny. Arabowie spostrzegali plan podziału Palestyny jako niesprawiedliwy, ponieważ oddawał większość terytorium państwa w ręce stanowiącej mniejszość społeczności żydowskiej. W rezultacie, 30 listopada 1947 doszło do wybuchu wojny domowej w Mandacie Palestyny.

## Postanowienia rezolucji
Zgromadzenie Ogólne, zwróciło się do Rady Powierniczej aby wspólnie z władzami mandatowymi i zainteresowanymi stronami zbadała w jaki sposób można najlepiej chronić miasto i jej mieszkańców. Rada Powiernicza miała w najkrótszym możliwie czasie przedstawić Zgromadzeniu Ogólnemu propozycje rozwiązań w tym zakresie.
Zwrócono uwagę i zatwierdzono wnioski oraz rekomendacje Rady Powierniczej, przedstawione w jej czwartym raporcie do Zgromadzenia Ogólnego, jako zalecenia dla ochrony miasta Jerozolimy i jej mieszkańców. Władze mandatowe miały wyznaczony termin 15 maja 1948 jako koniec mandatu nad Palestyną. Rekomendowały one powołanie Specjalnego Komisarza Miasta, który byłby neutralny dla obu stron, Arabów i Żydów. Współpracowałby on z komitetami społeczności egzystujących w mieście, wypełniając funkcję pełnione dotychczas przez Komisję Miejską. 
Zdecydowano, że rzeczą pilną jest zwrócenie uwagi przez pierwszego Komisarza lub jego organy pomocnicze na pytanie o dalsze środki potrzebne do ochrony miasta i jego mieszkańców.